# 安茹地区埃德尔
安茹地区埃德尔（法語：Erdre-en-Anjou，發音：[ɛʁdʁ ɑ̃.n‿ɑ̃ʒu] ⓘ）是法国曼恩-卢瓦尔省的一个市镇，属于瑟格雷区。

## 地名
安茹（Anjou）为法国历史上的一个行省，现大致为曼恩-卢瓦尔省全境。“埃德尔”（Erdre）则是指埃德尔河，其为法国西部的一条河流，是卢瓦尔河的右支流，发源于当地。

## 历史
安茹地区埃德尔成立于2015年12月28日，由4个市镇合并而成：
- 布兰叙隆格内（Brain-sur-Longuenée）
- 热内
- 韦恩当茹（Vern-d'Anjou）
- 拉普埃兹（La Pouëze）

其中政府驻地为韦恩当茹。

## 地理
安茹地区埃德尔（47°36'3.6"N, 0°50'4.2"W）面积89.94 平方千米，位于法国卢瓦尔河地区大区曼恩-卢瓦尔省，该省份为法国西部内陆省份，大致对应安茹地区，北起顺时针与马耶讷省、萨尔特省、安德尔-卢瓦尔省、维埃纳省、德塞夫勒省、旺代省、大西洋卢瓦尔省和伊勒-维莱讷省接壤。
与安茹地区埃德尔接壤的市镇（或旧市镇、城区）包括：昂格里、阿尔戈斯河畔沙泽、蓝色安茹地区瑟格雷、勒利翁当热、瓦勒代德尔欧桑斯、贝孔莱格拉尼特、安茹地区隆格内、格雷-讷维尔、圣克莱芒-德拉普拉斯。
安茹地区埃德尔的时区为UTC+01:00、UTC+02:00（夏令时）。

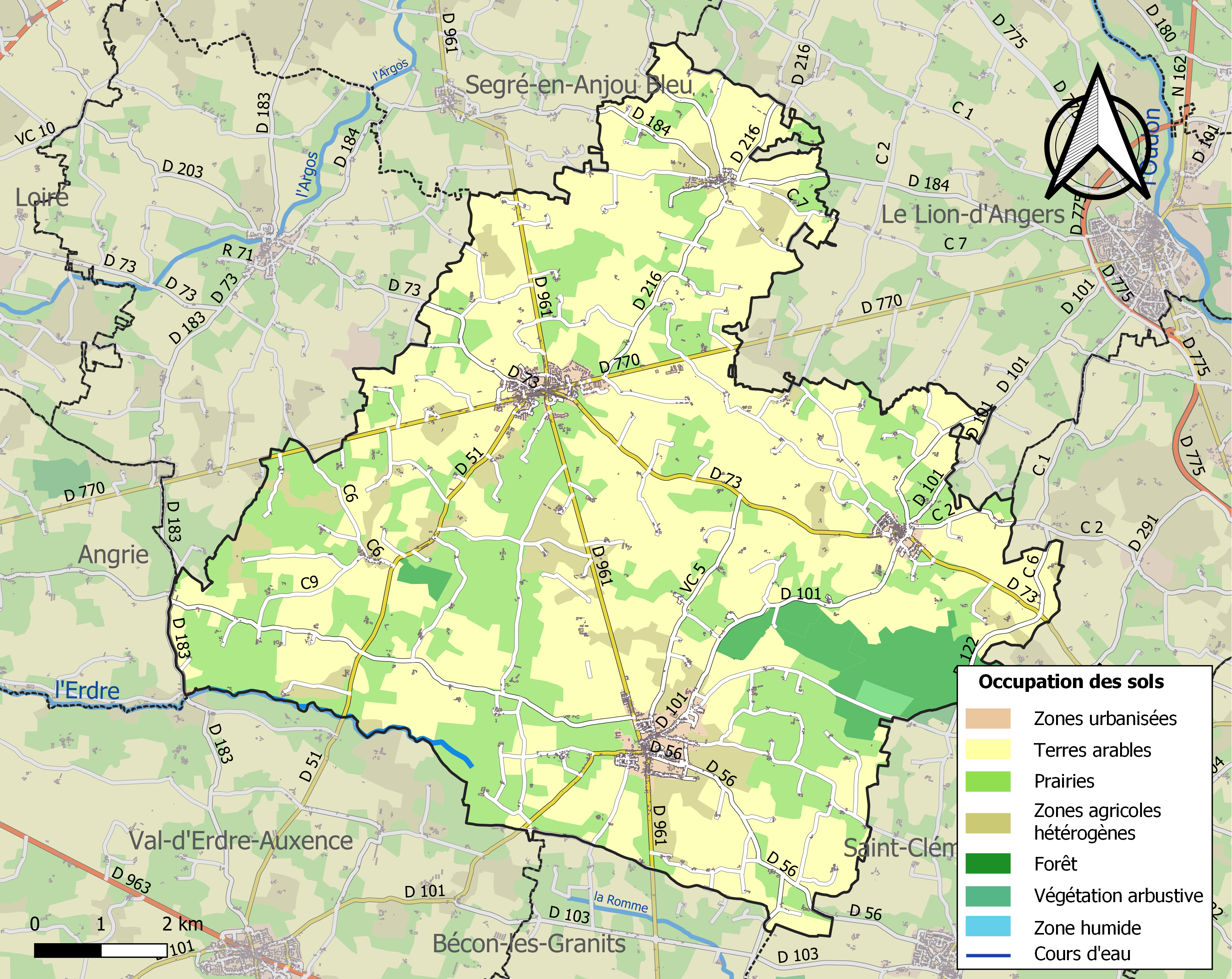
安茹地区埃德尔的OSM定位图

## 行政
安茹地区埃德尔的邮政编码为49220、49370，INSEE市镇编码为49367。

## 政治
安茹地区埃德尔所属的省级选区为蒂耶尔塞县。

## 人口
安茹地区埃德尔于2022年1月1日时的人口数量为5784人。